# Schweinchen (Kartenspiel)
Schweinchen ist ein Kartenspiel für drei bis sechs Spieler, bei dem es darum geht, seine Spielkarten möglichst schnell abzulegen.

## Die Regeln
Es wird mit einem französischen oder Altenburger Kartenspiel mit 32 Karten gespielt.

## Spielverlauf
Zu Beginn erhält jeder Spieler vier Karten, der Geber fünf, die restlichen Karten werden verdeckt als Talon (Stapel) abgelegt.
Nun muss man probieren, vier Karten eines Wertes zu sammeln, also z. B. vier 7er oder vier 9er. Der Geber beginnt nun, indem er die Karte, die er nicht gebrauchen kann, seinem Nachbarn rechts verdeckt gibt.
Jetzt kann dieser aus fünf Karten auswählen und eine Karte weiterschieben usw.
Falls eine Karte bei demjenigen ankommt, der sie in Umlauf gebracht hatte, darf er sie neben den Stapel ablegen und sich vom Talon eine neue Karte ziehen.
Bekommt man die vierte Karte, die einem zum Gewinnen gefehlt hat, auf die Hand, wirft man ganz schnell die vier Karten auf den Tisch und ruft laut "Schweinchen".
Die Mitspieler machen dies auch, und derjenige, der als letzter die Karten auf den Tisch wirft, verliert das Spiel.

## Bestrafung
Der Gewinner mischt nun die Karten, bis der Verlierer "stop" oder "halt" ruft, und sucht sich eine beliebige Karte aus, z. B. Pik-König. Zudem wählt er aus, ob die Karten von oben oder von unten gezählt werden sollen, bis diejenige Karte kommt, die sich der "Verlierer" ausgesucht hatte.
Ist der Pik-König z. B. die sechzehnte Karte von oben oder von unten, wird dem "Verlierer" sechzehnmal mit der Anzahl von sechzehn schräg angestellten Karten über die vorstehenden Knochen des Faustrückens gekratzt.